# Engelthal
Engelthal ist eine Gemeinde im mittelfränkischen Landkreis Nürnberger Land und gehört zur Verwaltungsgemeinschaft Henfenfeld. Das Dorf bei Hersbruck liegt im Herzen der Fränkischen Alb.

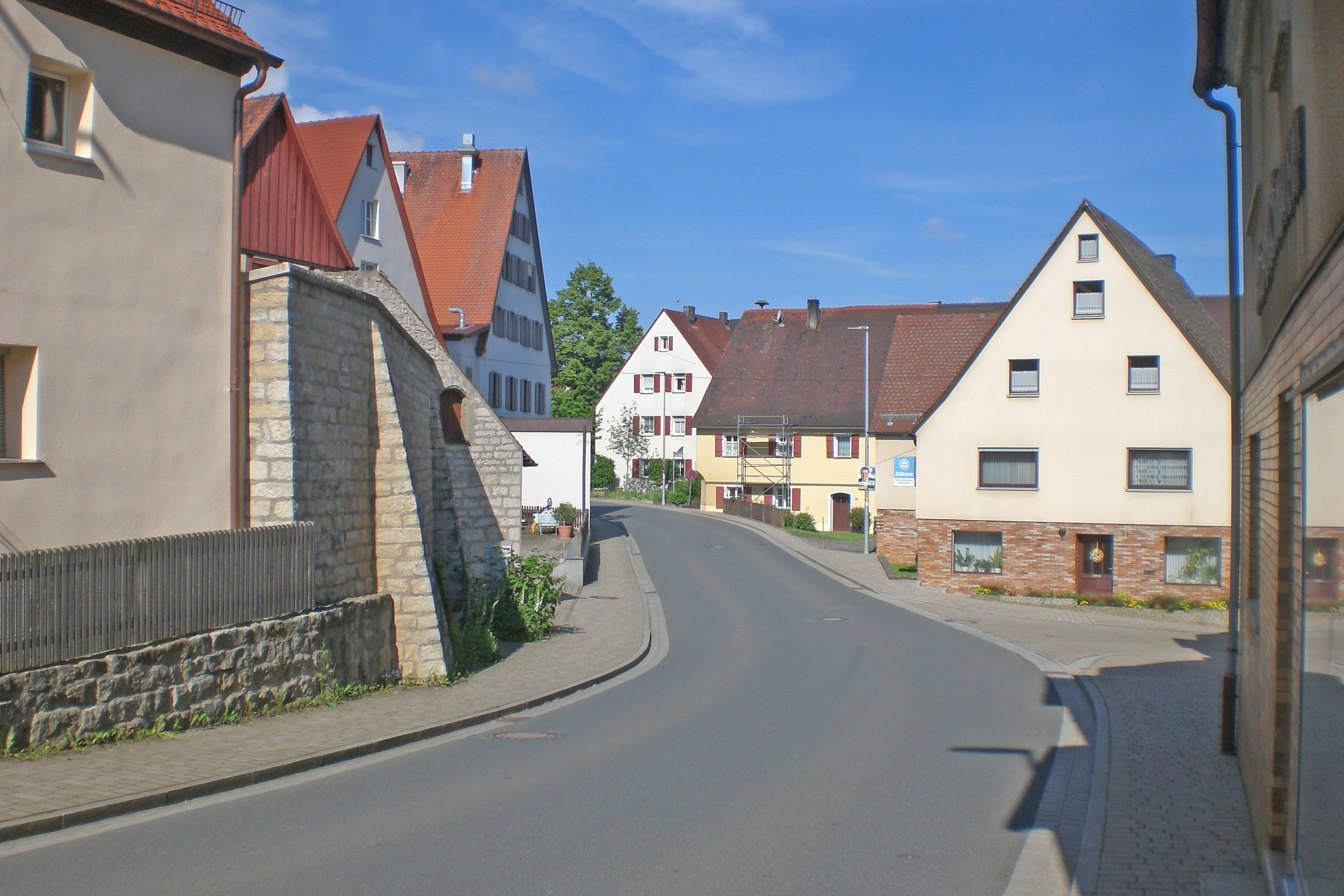
Ortsstraße Engelthal (2023)

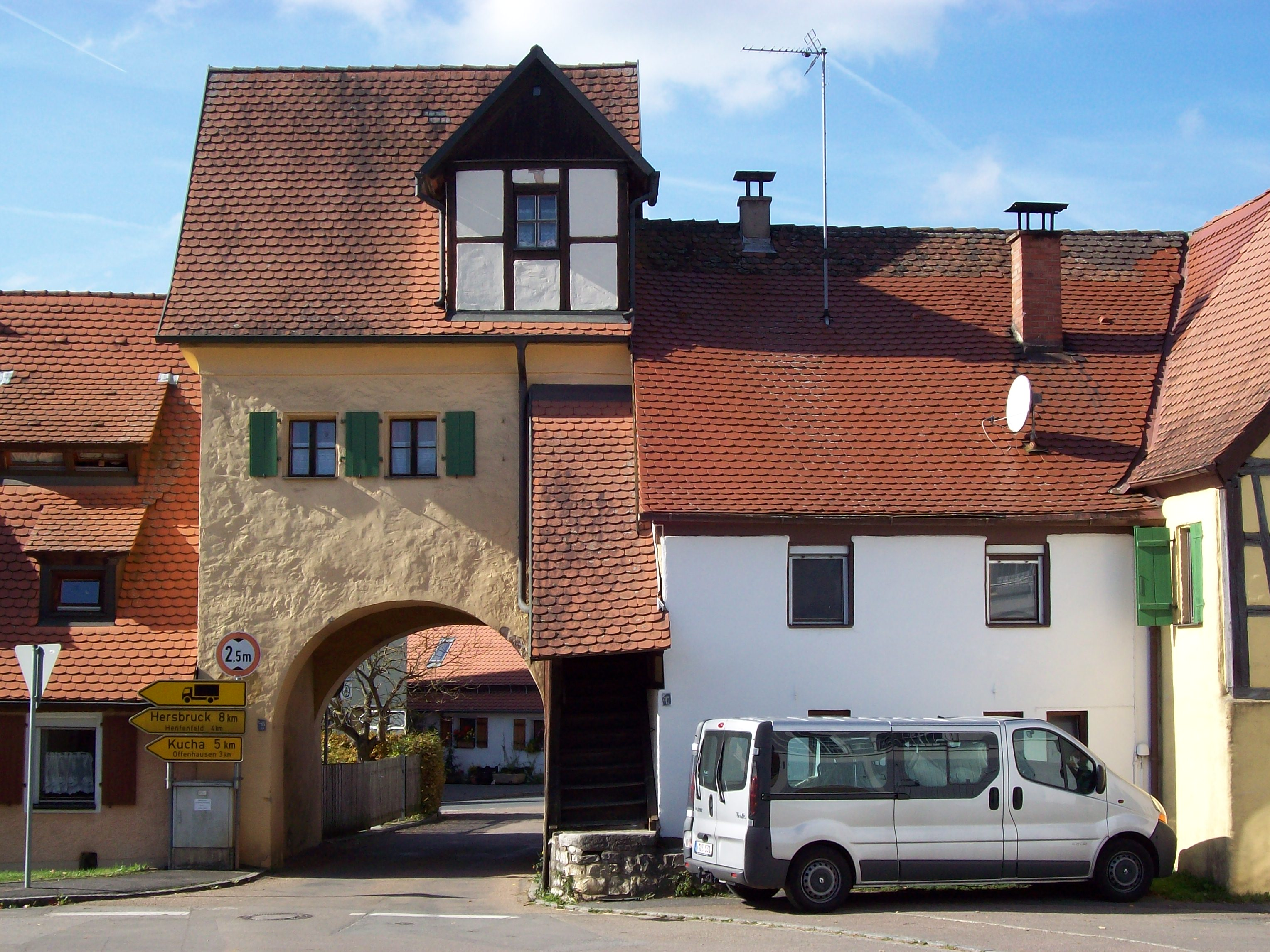
Das Osttor der Engelthaler Klostermauer

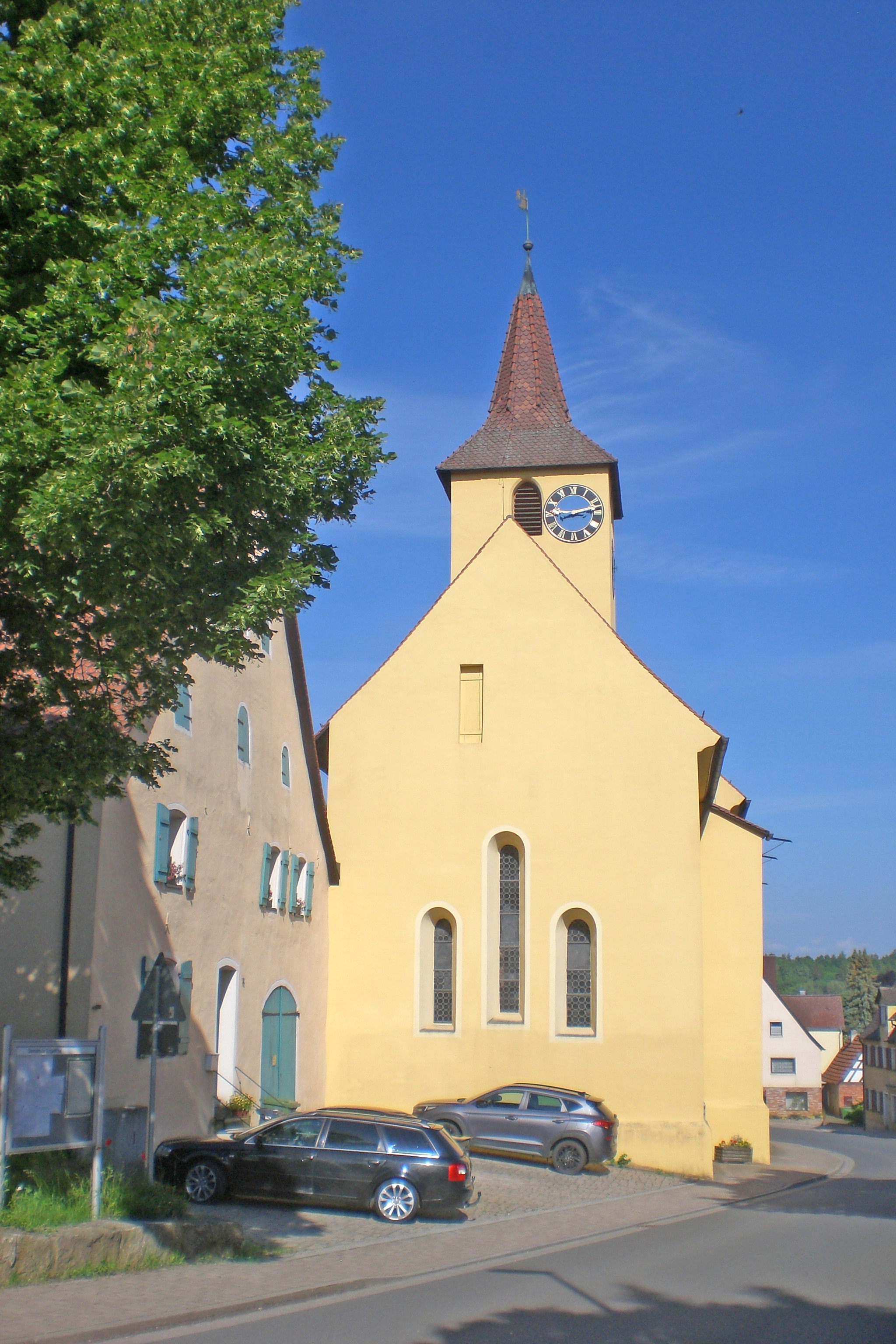
Die Engelthaler Klosterkirche (2024)

## Geographie

### Gemeindegliederung
Die Gemeinde hat 6 Gemeindeteile (in Klammern ist der Siedlungstyp angegeben):
- Engelthal (Pfarrdorf)
- Krönhof (Einöde)
- Kruppach (Dorf)
- Peuerling (Weiler)
- Prosberg (Dorf)
- Sendelbach (Dorf)

Es gibt auf dem Gemeindegebiet die Gemarkungen Engelthal, Kruppach und Sendelbach. Die Gemarkung Engelthal hat eine Fläche von 6,809 km². Sie ist in 1590 Flurstücke aufgeteilt, die eine durchschnittliche Flurstücksfläche von 4282,66 m² haben. In ihr liegt neben dem namensgebenden Ort der Gemeindeteil Peuerling.

### Nachbargemeinden
Nachbargemeinden sind (im Norden beginnend im Uhrzeigersinn): Henfenfeld, Hersbruck, Happurg, Offenhausen, Leinburg, Ottensoos. Nürnberg liegt mit dem Kraftfahrzeug 34 Kilometer entfernt.

## Geschichte

### Frühe Geschichte
Im Jahr 1243 wurde das Dorf Swinach zum Sitz des Dominikanerinnenklosters Engelthal. Von 1289 bis 1356 lebte im Kloster Engelthal die Patriziertochter Christine Ebner, die ihre zahlreichen Visionen und Offenbarungen und die ihrer Mitschwestern literarisch verarbeitete (Leben und Offenbarungen ab 1317 und vor 1346 Engelthaler Schwesternbuch). Bekannt ist Engelthal (Ortsname unbekannter Etymologie) durch dieses Kloster, das im 14. Jahrhundert ein Zentrum mystischer Spiritualität und einer nahezu einmaligen Produktion deutschsprachiger mystischer Literatur war. In den folgenden Jahren erweiterte sich das Frauenkloster nur wenig im lokalen Raum und gelangte 1504 in den Besitz der Reichsstadt Nürnberg. Im Zuge der Reformation wurde das Kloster 1565 aufgelassen und Engelthal wurde ein unbedeutender Flecken im Nürnberger Hinterland. Das Grab der Nonne Christine Ebner ist seither verschollen. Engelthal wurde Sitz eines Nürnberger Pflegamts.
1632 im Dreißigjährigen Krieg, bevor und während die große Schlacht um Nürnberg stattfand, fanden gleich mehrere Einquartierungen und Durchmärsche sowohl kaiserlicher als auch schwedischer Truppen im Hammerbachtal statt. Dies war immer mit Plünderungen und Gewalttaten verbunden. 
1634 war vor allem die Besatzung des Rothenbergs Urheber von Plünderung und Zerstörung; in diesem Jahr brannte Engelthal teilweise. 1635 waren es dann die Haufen einer durchziehenden polnischen Armee. Nun kam auch die Pest ins Hammerbachtal. Das ganze Amt Engelthal gehörte am Ende zu den überdurchschnittlich betroffenen Regionen. 15 Anwesen waren vernichtet oder beschädigt. Noch etliche Jahre danach erfolgten Belastungen durch durchziehende oder einquartierte Soldateska.
Die Region war zur Zeit der Koalitionskriege vom Durchmarsch der französischen Armeen betroffen. 1796 wurden auch nach Engelthal Soldaten verlegt; General Klein wohnte im Pflegschloss.

### Eingemeindungen
Im Zuge der Gebietsreform in Bayern wurde am 1. Juli 1972 die Gemeinde Sendelbach und am 1. Mai 1978 die Gemeinde Kruppach eingegliedert.

## Politik

### Gemeinderat
Der Gemeinderat von Engelthal setzt sich aus zwölf Gemeinderäten und dem Ersten Bürgermeister zusammen:
|      | CSU | SPD | Freie Wähler | Gesamt   |
| 2020 | 5   | 2   | 5            | 12 Sitze |

(Stand: Kommunalwahl am 15. März 2020)

### Bürgermeister
Seit dem 1. Mai 2002 ist Günther Rögner von der CSU Erster Bürgermeister von Engelthal. Er wurde in der Stichwahl am 29. März 2020 mit 59,6 % der Stimmen wiedergewählt.

### Wappen
Das Gemeindewappen zeigt das Wappen der Reichsstadt Nürnberg und den Erzengel Michael, der ein Schwert und eine Waage hält.

## Kultur und Sehenswürdigkeiten
- Pfarrkirche St. Johannis der Täufer: erbaut um 1270, barockisiert von 1747 bis 1751
- Kapellenruine St. Willibald: erbaut im 14. Jahrhundert, 1811 profaniert, restauriert und neu eröffnet am 7. Juli 2005 als kommunikativer Treffpunkt der Gemeinde
- Kloster Engelthal: Es sind nur noch Reste der Anlage vorhanden. Ein Verein bemüht sich um die Restaurierung der Klostermauer.
- Am Nordosthang des Buchenberges befindet sich die sehenswerte Steinerne Rinne am Buchenberg.
- Seit dem Jahre 1883 gibt es die Freiwillige Feuerwehr.
- Die Kirchweih findet jährlich am letzten Juni-Wochenende, dem Wochenende nach dem Johannistag, statt.

Westlich des Ortes an der Kreisstraße LAU 7 befinden sich zwei Steinkreuze. Beim Steinkreuz am Sportplatz Engelthal und dem Kreuzstein bei Peuerling handelt sich um Replikate der ursprünglich stark beschädigten Originale.

## Örtliche Institutionen

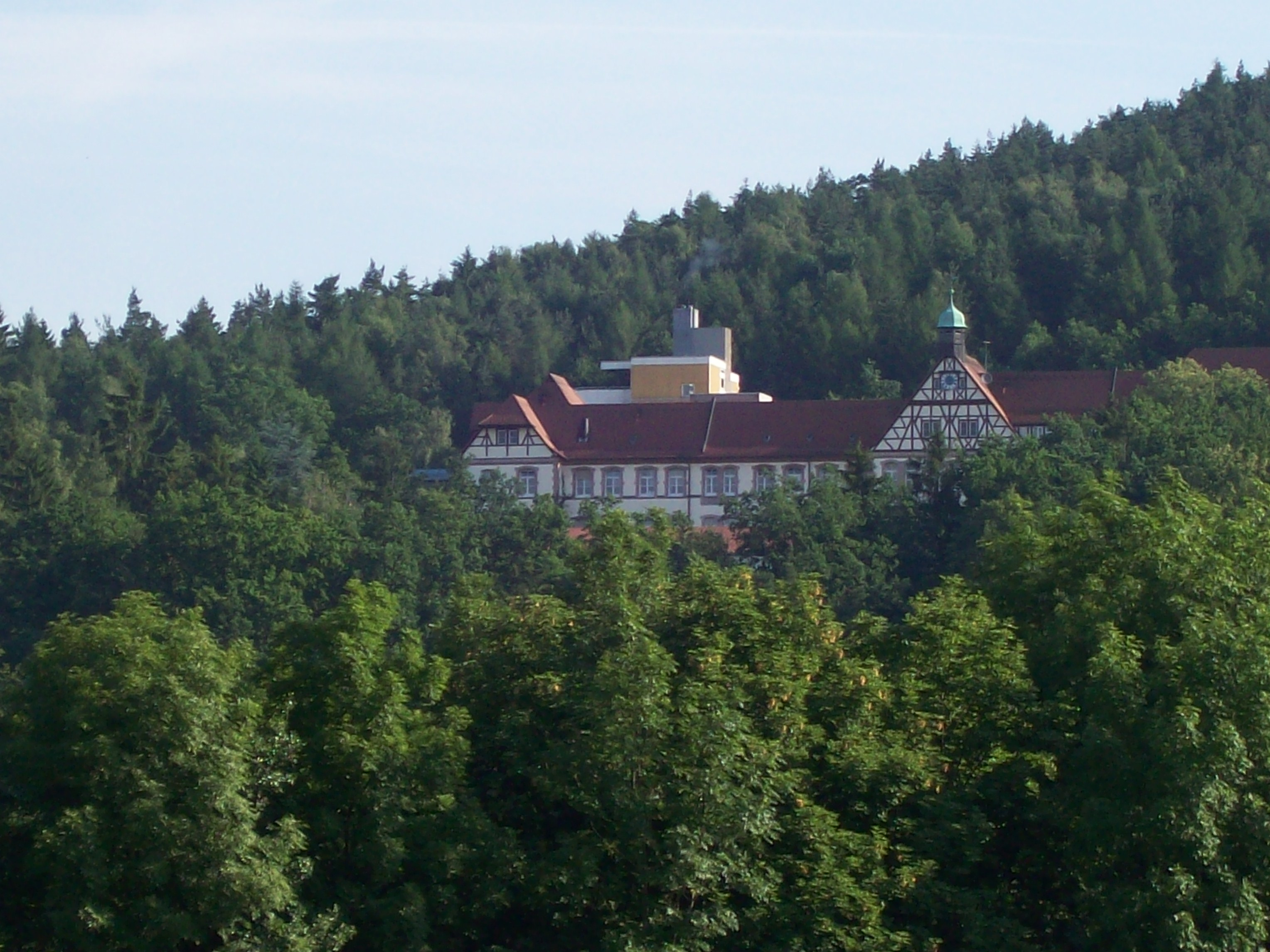
Frankenalb-Klinik Engelthal

- Frankenalb-Klinik Engelthal, seit 1973 eine Fachklinik für Psychiatrie, Psychotherapie und Psychosomatik

## Söhne und Töchter
- Christine Ebner (1277–1356), Dominikanerin und Mystikerin
- Friedrich Sunder (1254–1328), Klosterkaplan im Dominikanerinnenkloster Engelthal
- Adelheid Langmann (1306–1375), Nonne und Mystikerin
- Konrad von Füssen, Dominikanerpriester